# صبغت الله احمدی
صبغت الله احمدی سیاستمدار اهل افغانستان می‌باشد که به عنوان سخنگوی و رئیس ارتباطات استراتژیک جبهه مقاومت ملی افغانستان (NRF) فعالیت می‌کرده است.

## حرفه
صبغت الله احمدی پیش از پیوستن به جبهه مقاومت ملی افغانستان، سخنگوی سابق وزارت خارجه افغانستان بود.